# Toñito
Toñito, eigentlich António Jesús García González (* 24. Februar 1977) ist ein spanischer Fußballspieler.
Seine Profikarriere begann Toñito beim spanischen Verein CD Teneriffa in der Saison 1996/1997. Nach nur einer Saison wechselte er nach Portugal zu Vitória Setúbal. Dort spielte er bis 1999, bevor er zu Sporting Lissabon wechselte. Von dort wurde der Stürmer 2001 für eine Saison an den Superligisten CD Santa Clara ausgeliehen, wo er bis Juni 2002 spielte. Es folgten noch einmal zwei Jahre bei Sporting, bevor es ihn 2004 für eine weniger erfolgreiche Saison zu Boavista Porto verschlug. 2005 kam er dann zurück nach Spanien zu CD Teneriffa. 2006 verließ er dann Südeuropa und wechselte zum kroatischen Verein HNK Rijeka, wo er einen Einjahresvertrag bis Juli 2007 bekam.